# 帕特里克·班福德
柏德烈·占士·班福特（英語：Patrick James Bamford；1993年9月5日—）是一名英格蘭足球員，場上司職前鋒，亦可勝任進攻中場，現效力英冠球會列斯聯。

## 早年
班福特在林肯郡格兰瑟姆出生，於鄰近諾丁漢郡一條名為諾維爾（Norwell）的小村莊成長。他在為「马斯克赫姆美洲狮」（Muskham Cougars）參賽少年足球後，以8歲之齡加入諾定咸森林的青訓學院。班福特就讀於「諾丁漢高中」（Nottingham High School），由於學校没有足球校隊，他改為參加橄欖球，擔任全卫（fullback），一直參賽至10歲。
班福特在「普通中學教育文憑試」（GCSE）取得5科「A*」、3科「A」和2科「B」的優良成績。他修讀法文、歷史、生物和通識教育，於｢普通教育高級程度文憑試｣（GCE A-Level）亦取得好成績，取得3個「B」和1個「C」，班福特拒絕哈佛大學提供的獎學金，而繼續發展其足球事業。

## 球會生涯

### 車路士
2015年7月21日，班福特與切爾西簽訂了一份為期三年的新合約，然後被租借給水晶宮進行下一賽季的比賽。

### 米杜士堡
2017年1月18日，班福特加盟当时在英超的米杜士堡，签约4年半。

### 列斯聯
2018年7月31日，班福特加入利茲聯，簽訂了為期四年的合約，金額未公開。他獲得了該賽季的9號球衣。該費用被認為是700萬英鎊（上升到千萬英鎊取決於獎金）。
被打断的2019-20赛季最终在7月底结束，班福德以16个进球结束了这个赛季，成为利兹联的最佳射手。俱乐部赢得了英冠冠军，从而在缺席16年后重返英超联赛。

## 國家隊生涯
班福特曾為愛爾蘭共和國18歲以下國家隊效力。後轉為英格蘭青年代表隊。
班福特似乎已改變了他在2020年10月之前想代表愛爾蘭參加國際比賽的立場，他在接受采訪時表示，為英格蘭效力並入選2020年歐洲國家盃的陣容的話將是“夢想成真”。他還說，他的目標是成為名單首發成員。
2021年9月5日，班福特在2022年世界盃外圍賽對陣安道爾的比賽中首發上場，這是他英格蘭足球代表隊的首秀。

## 榮譽

### 球會
列斯聯
- 英格蘭足球冠軍聯賽冠軍：2019–20賽季

個人
- 英格蘭足球冠軍聯賽年度最佳球員：2015年